# Judar på arabiska halvön

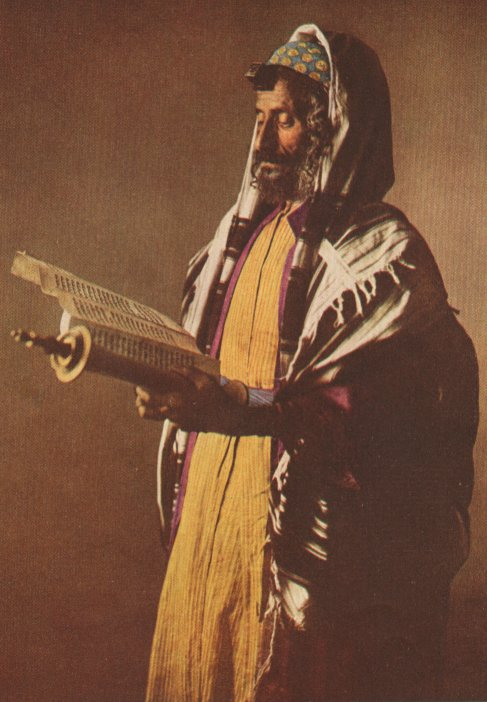
En jemenitisk man som läser Torah. Mannen har på sig traditionella judiska kläder.

Judar på arabiska halvön förändrades kraftigt i och med att islam grundades.
Innan Muhammad grundade islam bodde judarna i Jemen, Yathrib, Taima, Khaybar, Dos, Yamamah, Najran, Dumat al-Jandal och Bahrain samt andra delar av halvön. Namnet Taima nämns i Jesajas bok i Gamla Testamentet.
Judendomen var den dominerande monoteistiska religionen på den arabiska halvön före islam. Arabiska halvöns judar härstammar från tre grupper:
- Judar som härstammar från Israels folk, till exempel Banu Qaynuqa i Medina eller Yathripa.
- Judar från Bani Ismails stammar, till exempel Guthans och Khaybars judar.
- Judar som härstammar från himyariterna och från sabéerna.

## Judiska källor
Några judiska texter och böcker antyder att en del av israeliterna och judarna utvandrade till den arabiska halvön. I Jesaja 21:13–14 står det:
I ödemarken. Ett budskap.
Bland snåren i ödemarken
skall ni övernatta,
karavaner från Dedan.

Gå ut till de törstande med vatten,
ni som bor i Tema,
möt de flyende med bröd!
Tema och Dedan eller Dadan var arabstammar som bodde i nordvästra Saudiarabien. De judiska böckerna gav namnet Dadanierna åt Minaeanerna eftersom de levde i Dadans bosättning i Al-Ulla. De judiska källorna förklarar att Dadanierna var Sabéernas kusiner och att Dadanierna var öfolk som brukade skicka varor till Israels folk.

## Himyariterna – Jemens judar
Man tror att det judiska inflytandet i Jemen är mycket gammalt. Guden Rahman, som jemeniterna dyrkade, var förmodligen ett resultat av det judiska inflytandet.
Religiösa och historiska böcker och romaner omnämner att profeten Salomo skickade en bok till Sabas drottningen.
Sabas och Himyarits hövdingar bar hebreiska namn såsom Elia, (Sabas hövding från Bakils stam) Shammri, Joseph, Ashoh och Nophim. Ordet Saba betyder farfar på hebreiska, och de första sabéiska hövdingar brukade kalla sig själv "Mäkreb" det vill säga präst eller präster.
Himyariterna är sabéiska stammar som bor i Ibb, Tai, Raymah och Dhamar.  Himyariterna omvände sig till judendomen och de kallade Gud för Rahman (som betyder barmhärtige på de semitiska språken). I himyariternas huvudstad Dhofar upptäckte man skrifter på hebreiska där det står att himyariterna tackar Israel och det stod också i en gravyr att det fanns en stam som hette Israel i Jemen.

## Judar i Qatar
Det finns få judar i Qatar. Den tidigast kända historien om judar i Qatar är när Muhammed blev härskare över den arabiska halvön, han tvingade många judiska stammar längst söderut och öster om den arabiska halvön att lämna landet. Några av de avvisade judiska stammarna hittade där vägen till vad som nu kallas Qatar. På 1930-talet nådde den judiska befolkningen i Qatar omkring 3 000. Däremot finns det idag bara ett tiotal judar och samhället finns inte längre. Judarna som bodde i Qatar flyttade mestadels till Israel. Anti-Defamation League har märkt förekomsten av anti-judiska stereotyper i Qatars tidningar.
Som en indikation på öppnandet av det qatariska samhället till det västerländska inflytandet rapporterade den judiska telegrafiska byrån att ett forum om amerikanska-islamiska relationer i Qatar kommer att innehålla israeliska och amerikanska judiska deltagare. F.d presidenten Bill Clinton och Hamad Bin Khalifa Al-Thani, f.d emiren i Qatar, var de schemalagda huvudtalarna vid det amerikanska islamiska forumet i Doha den 10.10-12. Forumet sponsrades av ett projekt om en amerikansk politik mot den islamiska världen, finansierad av Saban-centret, som grundades av den amerikanska-israeliska underhållningsmotul Haim Saban. 
En nyhetsrapport beskriver förberedelserna för de amerikanska trupperna som är stationerade i Qatar:
"NEW YORK - De judiska medlemmarna i USA:s väpnade styrkor kommer återigen att få kosher K-rationer denna Pesach under hela semestern, som tillhandahålls av Försvarsdepartementet i USA ... Varje kapell stationerad i Irak kommer att hålla två seder i basläger, med centrala seder som äger rum i Bagdad, Falluja och Tikrit. Det kommer också att finnas två seder vid arméns högkvarter i Bahrain och flygvapenkoncernen i Qatar. Judiska soldater som är stationerade på avlägsna platser kommer att kunna att delta i seder ledda av soldater som fått särskild utbildning för detta ändamål."

## Judar i Oman

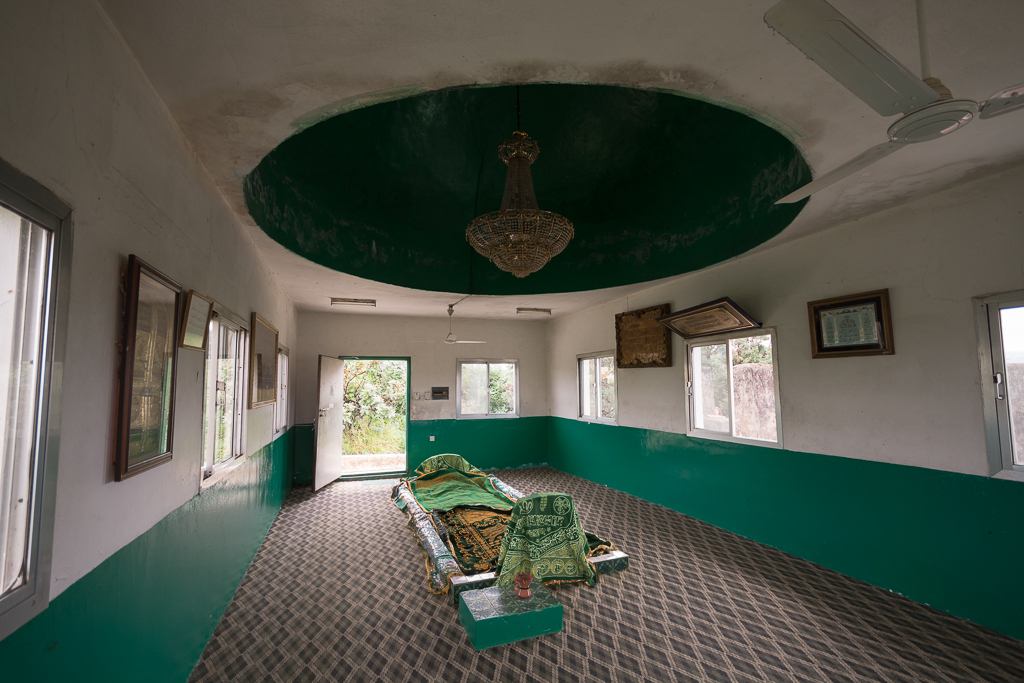
Jobs gravvård i Oman

Judarnas historia i Oman går tillbaka många århundraden, men det judiska samhället i Oman är inte längre existerande. Jobs gravvård ligger 45 mil från hamnstaden Salala. Det dokumenterade omanska-judiska samfundet blev känd genom Ishaq bin Yahuda, en köpman som bodde i 9-talet. Bin Yahuda bodde i Suhar, och seglade till Kina mellan åren 882 och 912 efter att han kom i dispyt med sin judiske kollega, där han gjorde en stor förmögenhet. Han återvände till Shoar och seglade till Kina igen, men hans skepp beslagtogs och han blev mördad i Sumatras hamn.
I mitten av 19-talet dokumenterade den brittiske löjtnanten James Raymond Wellsted judarna av Muskat i sina memoarer ''resor i Arabien''. Han nämnde att det fanns "några judar i Muskat (sic), som anlände där år 1828 från Bagdad p.g.a Pascha Dauds grymheter och utpressningar". Han noterade också att judarna inte alls diskriminerades i Oman, vilket inte var fallet i andra arabiska länder. Trots brist på förföljelse i Oman menas samhället att ha försvunnit före 1900.